# Феріель Ессегір
Феріель Ессегір (нар. 29 жовтня 1983) — колишня алжирська тенісистка.
Найвищу одиночну позицію світового рейтингу — 381 місце досягла 8 квітня 2002, парну — 534 місце — 5 серпня 2002 року.
Завершила кар'єру 2003 року.

## Фінали ITF

### Одиночний розряд (0–1)
| Легенда          |
| ---------------- |
| Турніри $100,000 |
| Турніри $75,000  |
| Турніри $50,000  |
| Турніри $25,000  |
| Турніри $10,000  |

| Фінали за покриттям |
| ------------------- |
| Тверде (0–0)        |
| Ґрунт (0–1)         |
| Трава (0–0)         |
| Килим (0–0)         |

| Результат | Дата           | Місце          | Покриття | Суперниця     | Рахунок  |
| --------- | -------------- | -------------- | -------- | ------------- | -------- |
| Поразка   | 13 травня 2001 | Мідлотіан, США | Ґрунт    | Джессіка Стек | 5–7, 3–6 |

## Участь у Кубку Федерації

### Одиночний розряд
| Розіграш                                 | Дата            | Місце               | Супротивник     | Покриття | Суперниця                  | W/L | Рахунок          |
| ---------------------------------------- | --------------- | ------------------- | --------------- | -------- | -------------------------- | --- | ---------------- |
| 1998 Fed Cup Europe/Africa Zone Group II | 7 травня 1998   | Манавгат, Туреччина | Данія           | Ґрунт    | Шарлотте Оґор              | L   | 2–6, 7–6(5), 0–6 |
| 1998 Fed Cup Europe/Africa Zone Group II | 9 травня 1998   | Манавгат, Туреччина | Туніс           | Ґрунт    | Issem Essaies              | W   | 6–1, 6–2         |
| 1999 Fed Cup Europe/Africa Zone Group II | 27 квітня 1999  | Мурсія, Іспанія     | Malta           | Ґрунт    | Carol Cassar-Torreggiani   | L   | 4–6, 3–6         |
| 1999 Fed Cup Europe/Africa Zone Group II | 29 квітня 1999  | Мурсія, Іспанія     | Туреччина       | Ґрунт    | Дуйґу Акшит Оал            | L   | 4–6, 7–5, 1–6    |
| 2000 Fed Cup Europe/Africa Zone Group II | 28 березня 2000 | Ешторіл, Португалія | Madagascar      | Ґрунт    | Aina Rafolomanantsiatosika | L   | 5–7, 4–6         |
| 2000 Fed Cup Europe/Africa Zone Group II | 29 березня 2000 | Ешторіл, Португалія | Moldova         | Ґрунт    | Світлана Комлева           | L   | 3–6, 3–6         |
| 2000 Fed Cup Europe/Africa Zone Group II | 29 березня 2000 | Ешторіл, Португалія | Естонія         | Ґрунт    | Марет Ані                  | L   | 4–6, 1–6         |
| 2000 Fed Cup Europe/Africa Zone Group II | 31 березня 2000 | Ешторіл, Португалія | Португалія      | Ґрунт    | Ана Катаріна Ногейра       | L   | 4–6, 6–3, 2–6    |
| 2002 Fed Cup Europe/Africa Zone Group II | 9 квітня 2002   | Преторія, ПАР       | Латвія          | Тверде   | Katrina Banderę            | L   | 1–6, 4–6         |
| 2002 Fed Cup Europe/Africa Zone Group II | 10 квітня 2002  | Преторія, ПАР       | Ліхтенштейн     | Тверде   | Sabrina Vogt               | W   | 6–2, 6–1         |
| 2002 Fed Cup Europe/Africa Zone Group II | 11 квітня 2002  | Преторія, ПАР       | Південна Африка | Тверде   | Ніколь Ренкен              | L   | 4–6, 7–6(0), 3–6 |
| 2002 Fed Cup Europe/Africa Zone Group II | 12 квітня 2002  | Преторія, ПАР       | Норвегія        | Тверде   | Іна Сарц                   | W   | 6–2, 6–4         |
| 2002 Fed Cup Europe/Africa Zone Group II | 13 квітня 2002  | Преторія, ПАР       | Ireland         | Тверде   | Келлі Лігган               | L   | 6–7(3), 1–6      |

### Парний розряд
| Розіграш                                 | Дата            | Місце               | Супротивник     | Покриття | Партнерка               | Суперниці                                      | W/L | Рахунок       |
| ---------------------------------------- | --------------- | ------------------- | --------------- | -------- | ----------------------- | ---------------------------------------------- | --- | ------------- |
| 1998 Fed Cup Europe/Africa Zone Group II | 5 травня 1998   | Манавгат, Туреччина | Cyprus          | Ґрунт    | Lamia Hameurlaine       | Daphne Nicolatou Eleni Pilava Papanikolaou     | W   | 4–6, 6–1, 6–3 |
| 1998 Fed Cup Europe/Africa Zone Group II | 6 травня 1998   | Манавгат, Туреччина | Данія           | Ґрунт    | Lamia Hameurlaine       | Ева Дірберг Maria Rasmussen                    | L   | 2–6, 1–6      |
| 1998 Fed Cup Europe/Africa Zone Group II | 7 травня 1998   | Манавгат, Туреччина | Литва           | Ґрунт    | Сіхам Сумея Бен Насер   | Rūta Deduraitė Кдіта Ляховічюте                | L   | 4–6, 6–4, 2–6 |
| 1999 Fed Cup Europe/Africa Zone Group II | 27 квітня 1999  | Мурсія, Іспанія     | Malta           | Ґрунт    | Siham-Soumeya Ben Nacer | Lisa Camenzuli Carol Cassar-Torreggiani        | L   | 6–7(12), 4–6  |
| 1999 Fed Cup Europe/Africa Zone Group II | 28 квітня 1999  | Мурсія, Іспанія     | Ireland         | Ґрунт    | Siham-Soumeya Ben Nacer | Yvonne Flynn Карен Нуджент                     | L   | 2–6, 2–6      |
| 1999 Fed Cup Europe/Africa Zone Group II | 29 квітня 1999  | Мурсія, Іспанія     | Туреччина       | Ґрунт    | Siham-Soumeya Ben Nacer | Merve Asımgil Seden Özlü                       | W   | 3–0 ret.      |
| 2000 Fed Cup Europe/Africa Zone Group II | 28 березня 2000 | Ешторіл, Португалія | Madagascar      | Ґрунт    | Siham-Soumeya Ben Nacer | Aina Rafolomanantsiatosika Solange Rasoarivelo | W   | 6–3, 6–2      |
| 2000 Fed Cup Europe/Africa Zone Group II | 29 березня 2000 | Ешторіл, Португалія | Moldova         | Ґрунт    | Sihem Ben Youcef        | Світлана Комлева Natalia Volcova               | L   | 1–6, 6–2, 3–6 |
| 2000 Fed Cup Europe/Africa Zone Group II | 30 березня 2000 | Ешторіл, Португалія | Естонія         | Ґрунт    | Sihem Ben Youcef        | Марет Ані Лійна Суурварік                      | L   | 3–6, 1–6      |
| 2002 Fed Cup Europe/Africa Zone Group II | 9 квітня 2002   | Преторія, ПАР       | Латвія          | Тверде   | Sihem Ben Youcef        | Katrina Banderę Ілона Гіберте                  | W   | 6–2, 7–6(3)   |
| 2002 Fed Cup Europe/Africa Zone Group II | 10 квітня 2002  | Преторія, ПАР       | Ліхтенштейн     | Тверде   | Saida Hared             | Nadine Batliner Анґеліка Шедлер                | W   | 6–4, 6–3      |
| 2002 Fed Cup Europe/Africa Zone Group II | 11 квітня 2002  | Преторія, ПАР       | Південна Африка | Тверде   | Sihem Ben Youcef        | Нанні де Вільєрс Наталі Грандін                | L   | 2–6, 2–6      |

## ITF Junior finals
| Категорія G1 |
| Категорія G2 |
| Категорія G3 |
| Категорія G4 |
| Категорія G5 |

### Одиночний розряд (2–4)
| Результат | Ранг | Дата            | Місце                | Покриття | Суперниця             | Рахунок       |
| --------- | ---- | --------------- | -------------------- | -------- | --------------------- | ------------- |
| Перемога  | 1.   | 9 серпня 1998   | Каїр, Єгипет         | Ґрунт    | Karin Coetzee         | 6–0, 6–2      |
| Поразка   | 2.   | 21 серпня 1998  | Гіза, Єгипет         | Ґрунт    | Дина Милошевич        | 5–7, 6–2, 2–6 |
| Перемога  | 3.   | 29 серпня 1998  | Дамаск, Сирія        | Ґрунт    | Сіхам Сумея Бен Насер | 6–3, 6–4      |
| Поразка   | 4.   | 6 вересня 1998  | Бейрут, Ліван        | Ґрунт    | Марі-Гаяне Мікаелян   | 1–6, 5–7      |
| Поразка   | 5.   | 17 березня 2000 | Алжир (місто), Алжир | Ґрунт    | Маріон Бартолі        | 2–6, 1–6      |
| Поразка   | 6.   | 22 квітня 2000  | Преторія, ПАР        | Тверде   | Aniela Mojzis         | 6–2, 3–6, 4–6 |

### Парний розряд (8–2)
| Результат | Ранг | Дата            | Місце                            | Покриття | Партнерка             | Суперниці                          | Рахунок       |
| --------- | ---- | --------------- | -------------------------------- | -------- | --------------------- | ---------------------------------- | ------------- |
| Перемога  | 1.   | 5 квітня 1997   | Сент-Марі (Мартиніка), Мартиніка | Тверде   | Audrey Legay          | Beatrice Burlet Несса Етьєнн       | 3–6, 6–1, 6–2 |
| Перемога  | 2.   | 10 серпня 1997  | Гіза, Єгипет                     | Ґрунт    | Sihem Ben Youcef      | Meriem Addou Meryem El Haddad      | 6–2, 6–7, 6–4 |
| Перемога  | 3.   | 21 серпня 1998  | Гіза, Єгипет                     | Ґрунт    | Сіхам Сумея Бен Насер | Йомна Фарід Діна Халіль            | 7–5, 6–2      |
| Перемога  | 4.   | 29 серпня 1998  | Дамаск, Сирія                    | Ґрунт    | Сіхам Сумея Бен Насер | May Kabani Діна Халіль             | 6–3, 6–2      |
| Перемога  | 5.   | 6 вересня 1998  | Бейрут, Ліван                    | Ґрунт    | Сіхам Сумея Бен Насер | Stephanie Balzert Tanja Hırschauer | 7–5, 6–3      |
| Перемога  | 6.   | 17 березня 2000 | Алжир, Алжир                     | Ґрунт    | Сіхам Сумея Бен Насер | Сана Бен Салах Djamila Khaldi      | 6–7, 6–2, 6–0 |
| Перемога  | 7.   | 19 серпня 2000  | Haverford, США                   | Трава    | Aniela Mojzis         | Меґан Бредлі Денієлл Шварц         | 6–4, 6–2      |
| Поразка   | 8.   | 27 серпня 2000  | Нью-Джерсі, США                  | Тверде   | Stephanie Ginsburg    | Ерін Бурдетт Таннер Кокрен         | 3–6, 0–6      |
| Поразка   | 9.   | 11 березня 2001 | Lambaré, Парагвай                | Тверде   | Беєр Ко               | Ева Грдінова Ема Янашкова          | 3–6, 4–6      |
| Перемога  | 10.  | 15 квітня 2001  | Туніс (місто), Туніс             | Ґрунт    | Сана Бен Салах        | Йомна Фарід Amani Khalifa          | 3–6, 6–2, 6–3 |